# Digital Songs

Biểu trưng của Billboard logo từ năm 2013.

Bảng xếp hạng Digital Songs hoặc Digital Song Sales (trước đây có tên là Hot Digital Songs) xếp hạng các bài hát nhạc số bán chạy nhất tại Hoa Kỳ, do hệ thống Nielsen SoundScan tổng hợp và tạp chí Billboard xuất bản. Dù bảng xếp hạng đã bắt đầu theo dõi số liệu doanh số bán bài hát vào tuần lễ ngày 30 tháng 10 năm 2004, nhưng phải đến số ra ngày 22 tháng 1 năm 2005 mới chính thức được ra mắt, cũng như sử dụng số liệu hợp nhất trên tất cả các phiên bản của một bài hát được cung cấp từ các nhà phân phối nhạc số. Dữ liệu của bảng xếp hạng được đưa vào Hot 100 ba tuần sau đó. Kể từ tháng 10 năm 2004, doanh số bán nhạc số đã được đưa vào nhiều bảng xếp hạng đĩa đơn của Billboard. Quyết định này dựa trên sự phát triển mạnh mẽ của thị trường nhạc số trong khi doanh số bán đĩa đơn định dạng vật lý dần suy giảm.
Bài hát đầu tiên đạt quán quân bảng xếp hạng Digital Songs là "Just Lose It" của rapper Eminem.